# Audi S3
L'Audi S3 è un'autovettura prodotta dalla casa automobilistica tedesca Audi a partire dal 1999. 
È la versione sportiva della Audi A3 ed è giunta alla sua quarta generazione.

## Prima serie (Typ 8L, 1999-2003)

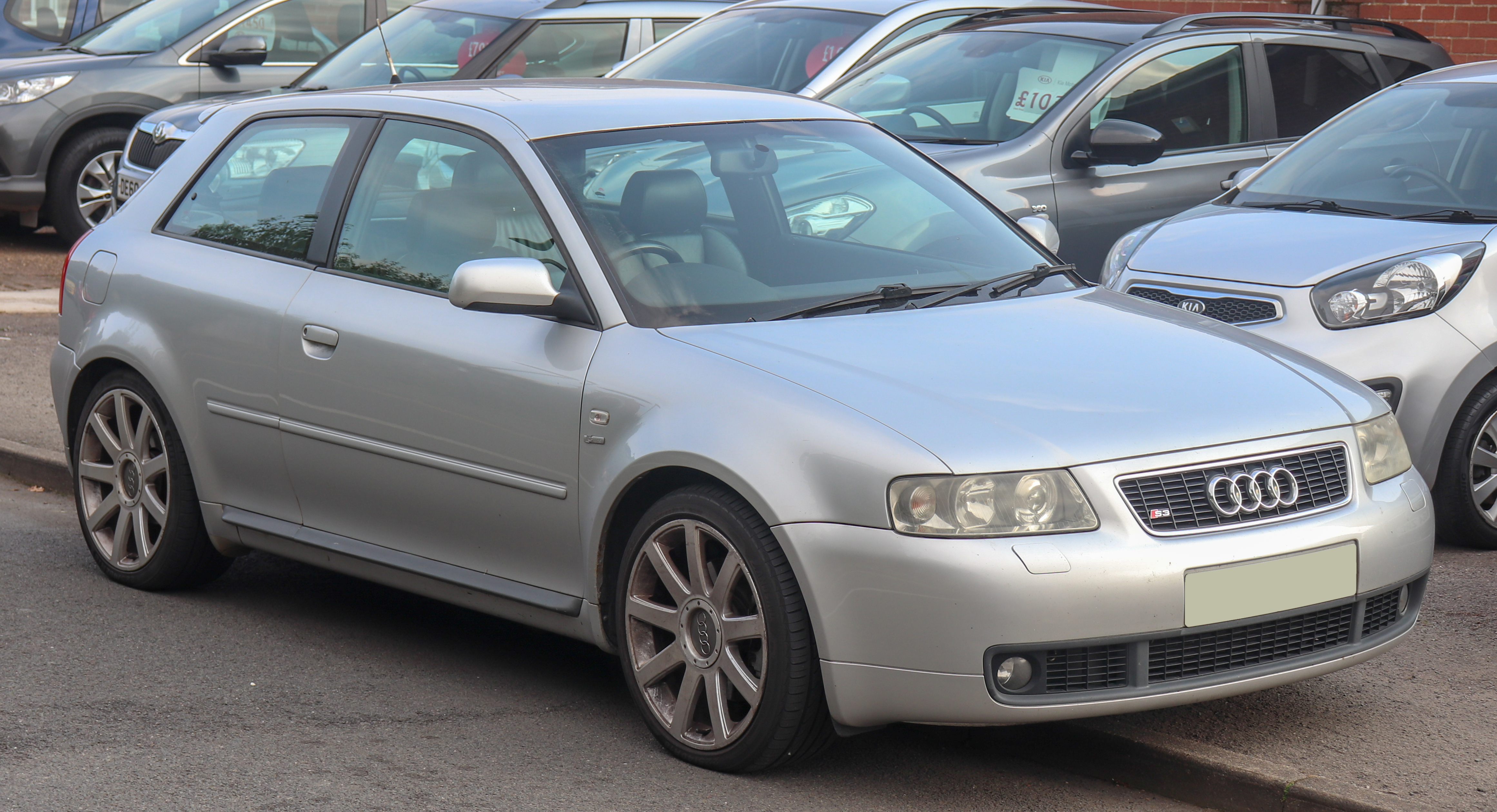
S3 I restyling

La prima generazione dell'Audi S3 ha debuttato nel 1999 ed è costruita sulla stessa piattaforma della Volkswagen Golf IV e dell'Audi TT.
A spingere la vettura c'è un motore a benzina turbocompresso a 4 cilindri in linea da 20 valvole (5 per cilindro) da 1,8 litri disponibile in due versioni di potenza: 210 CV (154 kW; 207 CV) e 225 CV (165 kW; 222 CV). I primi modelli (1999-2001) avevano 210 CV. I modelli successivi (2001-2003) avevano la fasatura variabile delle valvole e 225 CV. In ambedue i casi il motore fornisce una coppia massima di 280 Nm, disponibile da 2200 a 5500 giri al minuto. 
La S3 rispetto alle altre Audi più sportive, utilizza un diverso sistema di trazione integrale, accoppiato ad una frizione Haldex che regola la distribuzione della coppia dall'asse anteriore a quello posteriore al variare dell'aderenza: nella maggior parte dei casi funziona come una normale trazione anteriore.
La S3 è stata sottoposta a un lieve restyling nel 2000, con nuovi fari e indicatori di direzione in un unico pezzo, diversi parafanghi anteriori, gruppi ottici posteriori e alcuni piccoli aggiornamenti alle finiture interne.

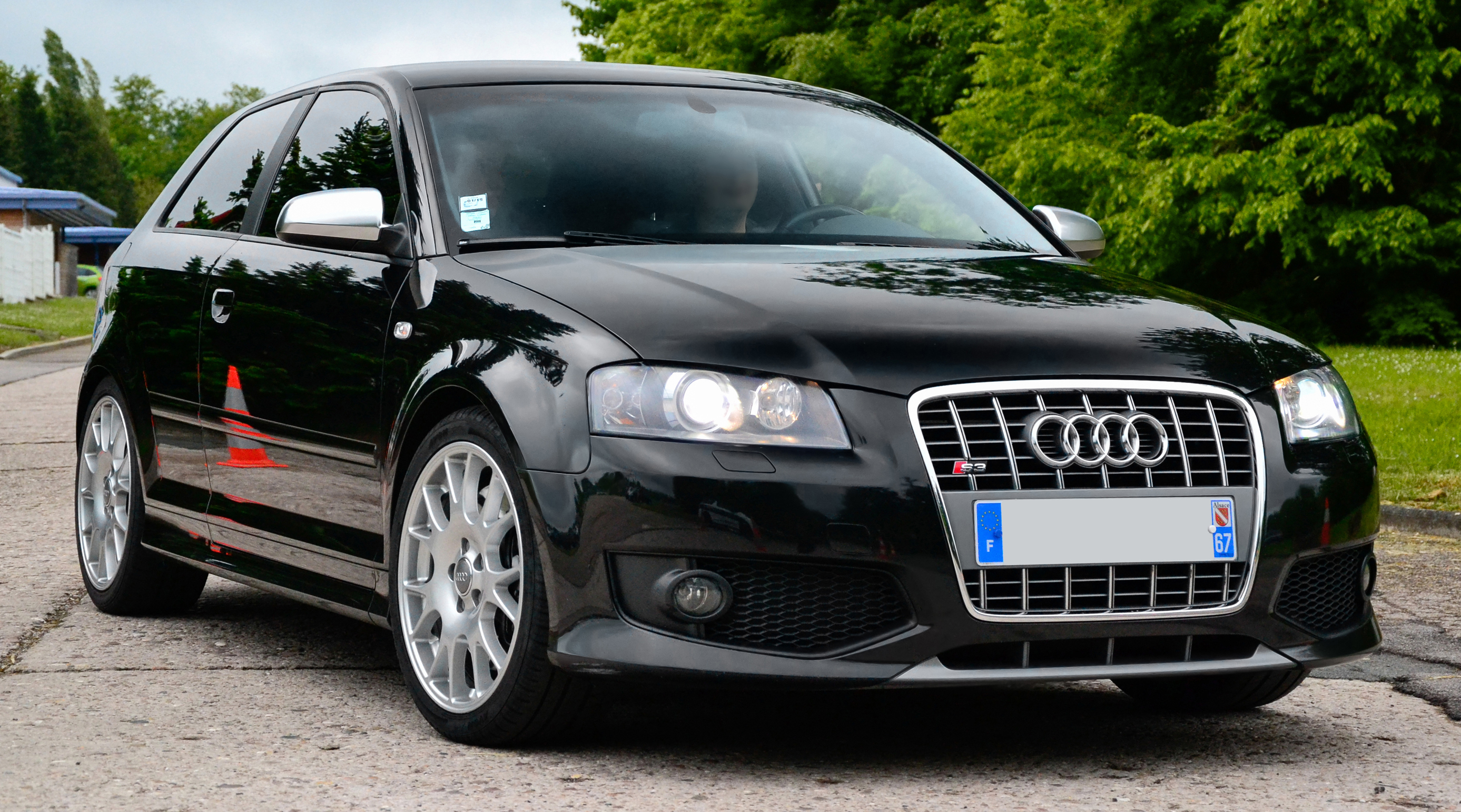
S3 II

## Seconda serie (Typ 8P, 2006-2012)
La seconda generazione dell'Audi S3 è alimentata da un motore a benzina FSI turbocompresso da 2,0 litri di origine Volkswagen modificato e potenziato, con una potenza massima di 195 kW (265 CV). Il motore è dotato di pistoni ad alte prestazioni, mappatura centralina rivista, dimensioni del turbocompressore maggiorate (KKK K04) e intercooler più grande. Grazie alla trazione integrale quattro fa si che la vettura scatti da 0-100 km/h in 5,5 secondi e raggiunga una velocità massima limitata elettronicamente di 250 km/h.

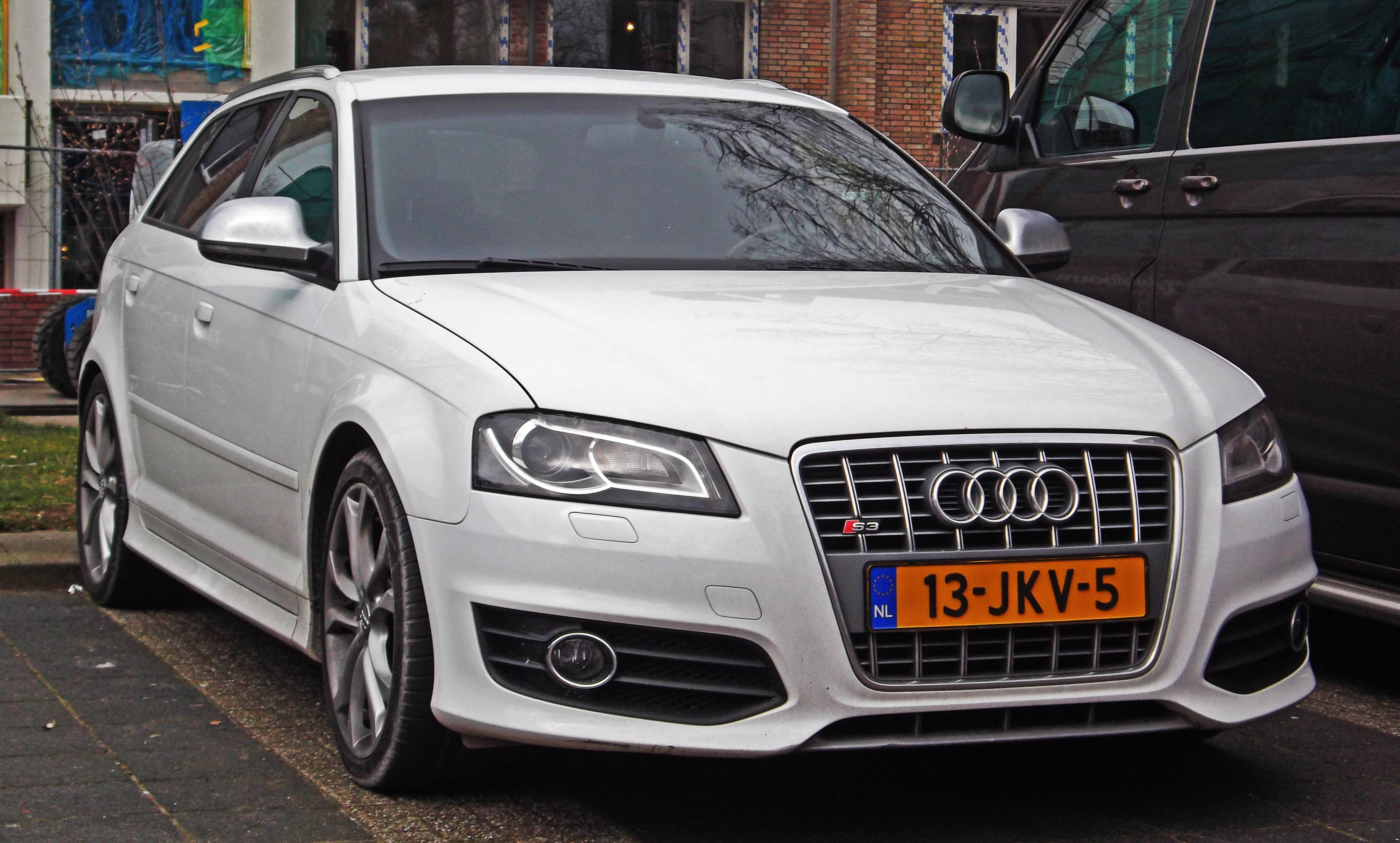
S3 II Sportback restyling

Il telaio ha subito diversa taratura delle molle e degli ammortizzatori, insieme ad un body kit carrozzeria inedito. L'S3 non utilizza un differenziale centrale Torsen (come in altri comuni modelli Audi), ma invece il sistema Haldex, a causa alla disposizione trasversale del motore.
Nell'aprile 2008, Audi ha annunciato una variante a cinque porte basata sulla A3 Sportback, con lo stesso motore, meccanica e trasmissione.
Allo stesso tempo è stata sottoposta anche un piccolo restyling (in comune con la A3).

## Terza serie (Typ 8V 2013-2020)
Nel settembre 2012 è stata presentata la terza generazione dell'Audi S3, basata sulla A3 8V e inizialmente disponibile solo come modello a tre porte. Il lancio sul mercato è avvenuto nella primavera del 2013.

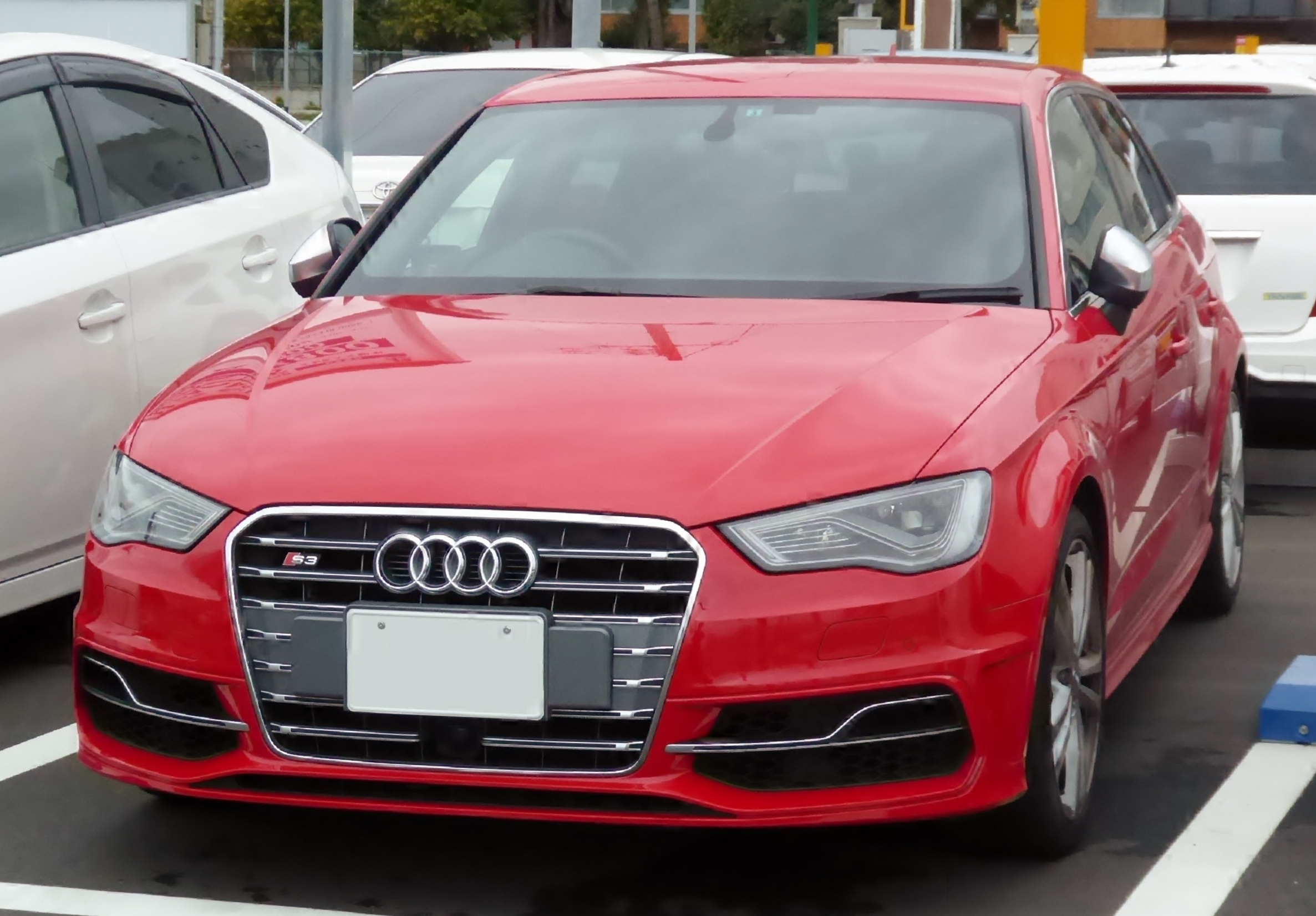
S3 III

Il motore utilizzato è un benzina da 2,0 litri con turbocompressore e una potenza di 221 kW (300 CV). Di serie sono disponibili il cambio manuale a sei marce e la trazione integrale quattro. Con un sovrapprezzo è disponibile il cambio S tronic a doppia frizione a 6 rapporti.
Nell'autunno 2013 la S3 era disponibile per la prima anche nella versione tre volumi a quattro porte.
Dal luglio 2014 è stata introdotta sul mercato anche una versione cabriolet. La S3 Cabriolet è dotata di una capote in tessuto che si apre e si chiude in meno di 18 secondi premendo un pulsante (durante la guida fino a 50 km/h).
A metà del 2016 Audi ha presentato il restyling dell'Audi S3 8V. I cambiamenti più importanti sono stati effettuati alle luci posteriori con indicatori dinamici di serie e i fari più squadrati. Inoltre, i paraurti anteriore e posteriore, compreso il diffusore, hanno ricevuto modifiche estetiche. Inoltre, la potenza del motore è stata aumentata da 300 a 310 CV rispetto al modello pre-restyling.

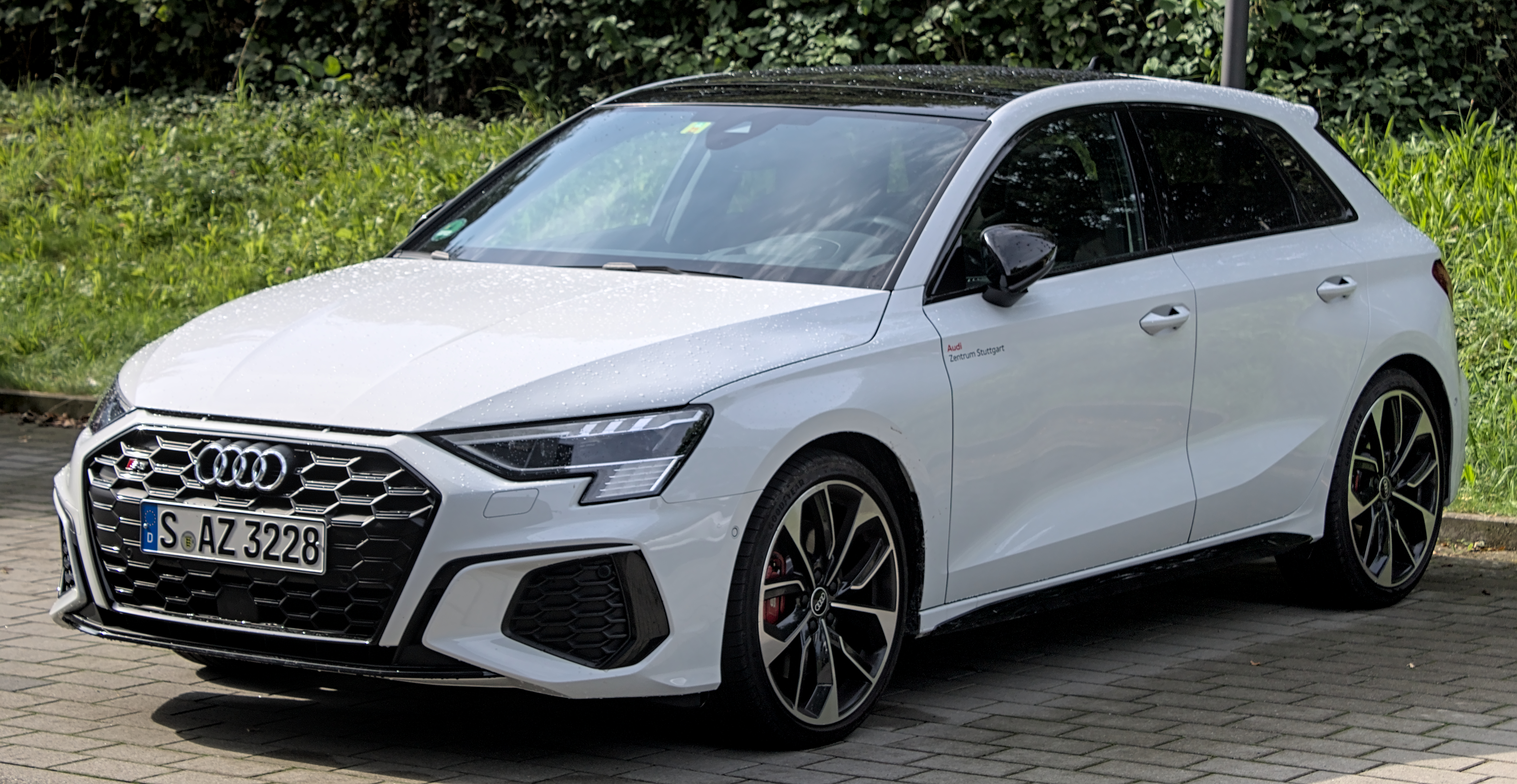
S3 IV

## Quarta serie (Typ 8Y, 2020-)
La quarta generazione basata sull'Audi A3 8Y è stata presentata l'11 agosto 2020. A differenza del modello precedente, sono disponibili solo due varianti di carrozzeria, berlina a tre volumi 4 porte e due volumi a 5 porte.